# Dimidiochromis strigatus
Dimidiochromis strigatus és una espècie de peix de la família dels cíclids i de l'ordre dels perciformes.

## Morfologia
- Els mascles poden assolir 24,4 cm de longitud total.[1][2]

## Alimentació
Menja peixos i invertebrats.

## Hàbitat
És una espècie de clima tropical.

## Distribució geogràfica
Es troba a Àfrica: llac Malawi i riu Shire.